# Spoorlijn Tallinn - Paldiski
De Spoorlijn Tallinn - Paldiski is een spoorlijn in Estland die loopt van Tallinn via Keila naar Paldiski. De spoorlijn is 47,7 kilometer lang. In Keila takt de Spoorlijn Keila – Haapsalu af en gaat de spoorlijn enkelsporig verder.

## Geschiedenis
De spoorlijn is in 1870 aangelegd als onderdeel van de spoorlijn tussen Sint-Petersburg en de havenstad Paldiski. Dit werd gedaan in opdracht van het Keizerrijk Rusland, waar Estland toen tot behoorde.

## Afbeeldingen

Trajectkaart
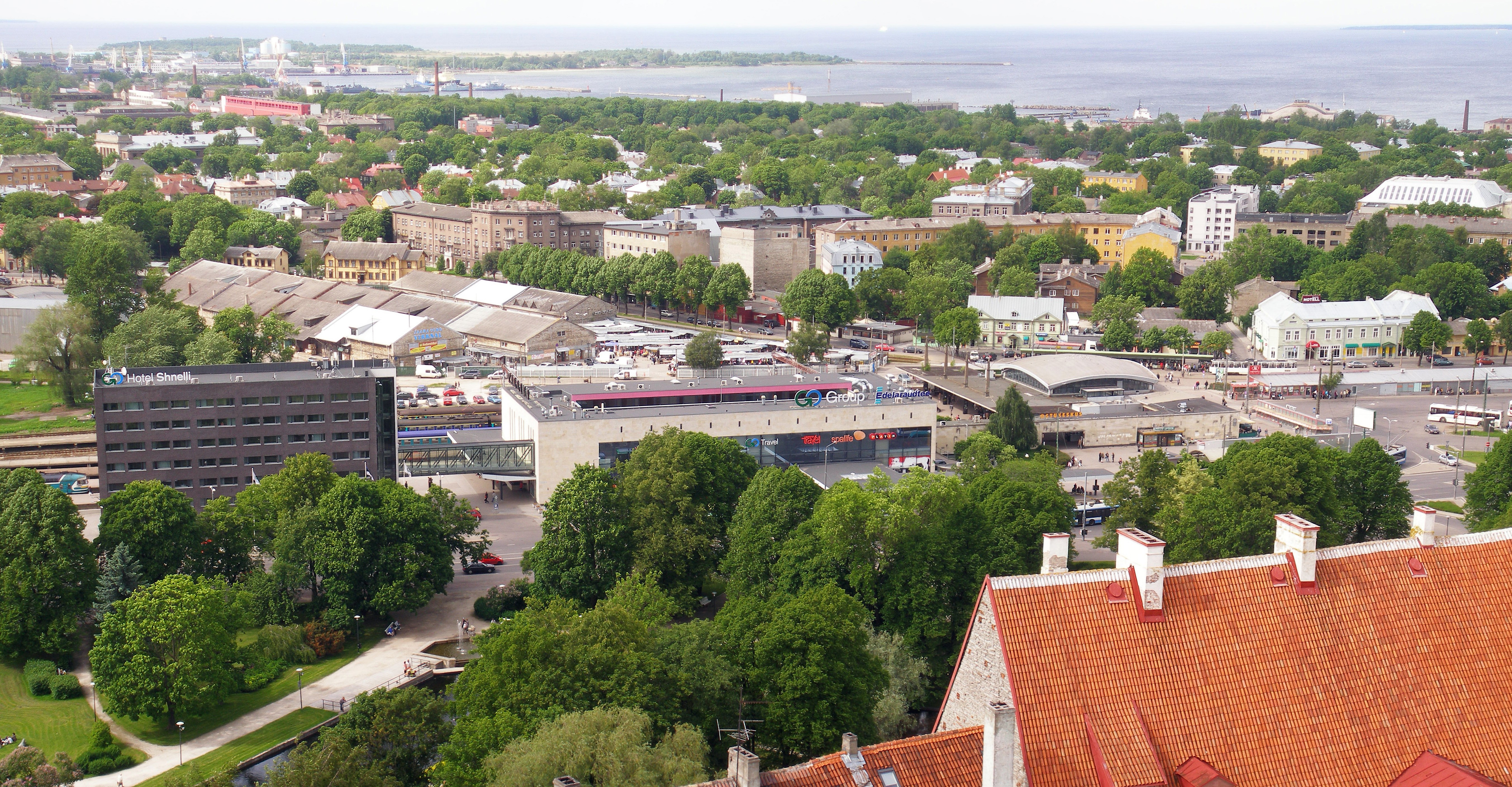
Station Balti jaam, Tallinn
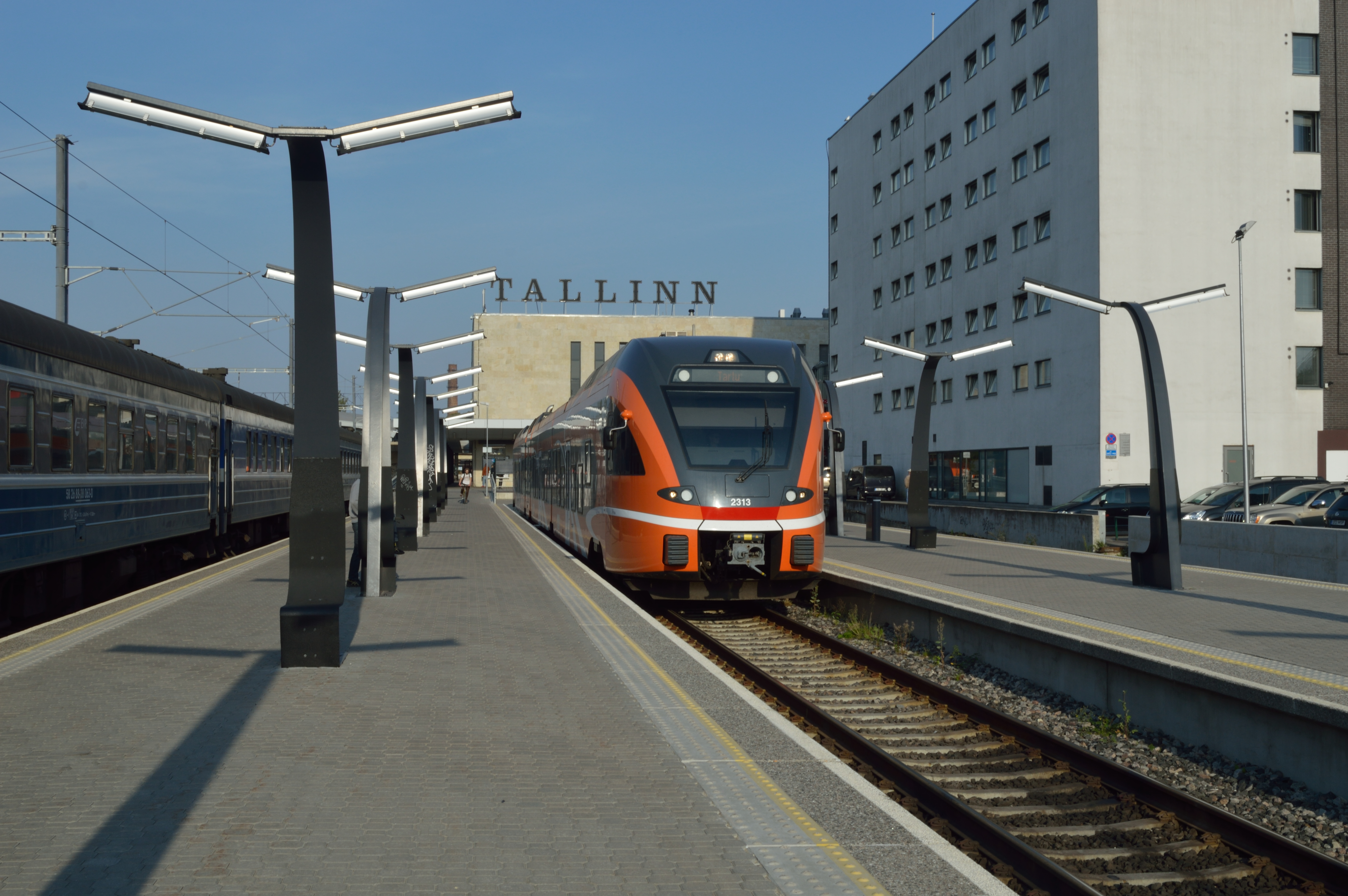
Stadler FLIRT in Tallinn, 2014
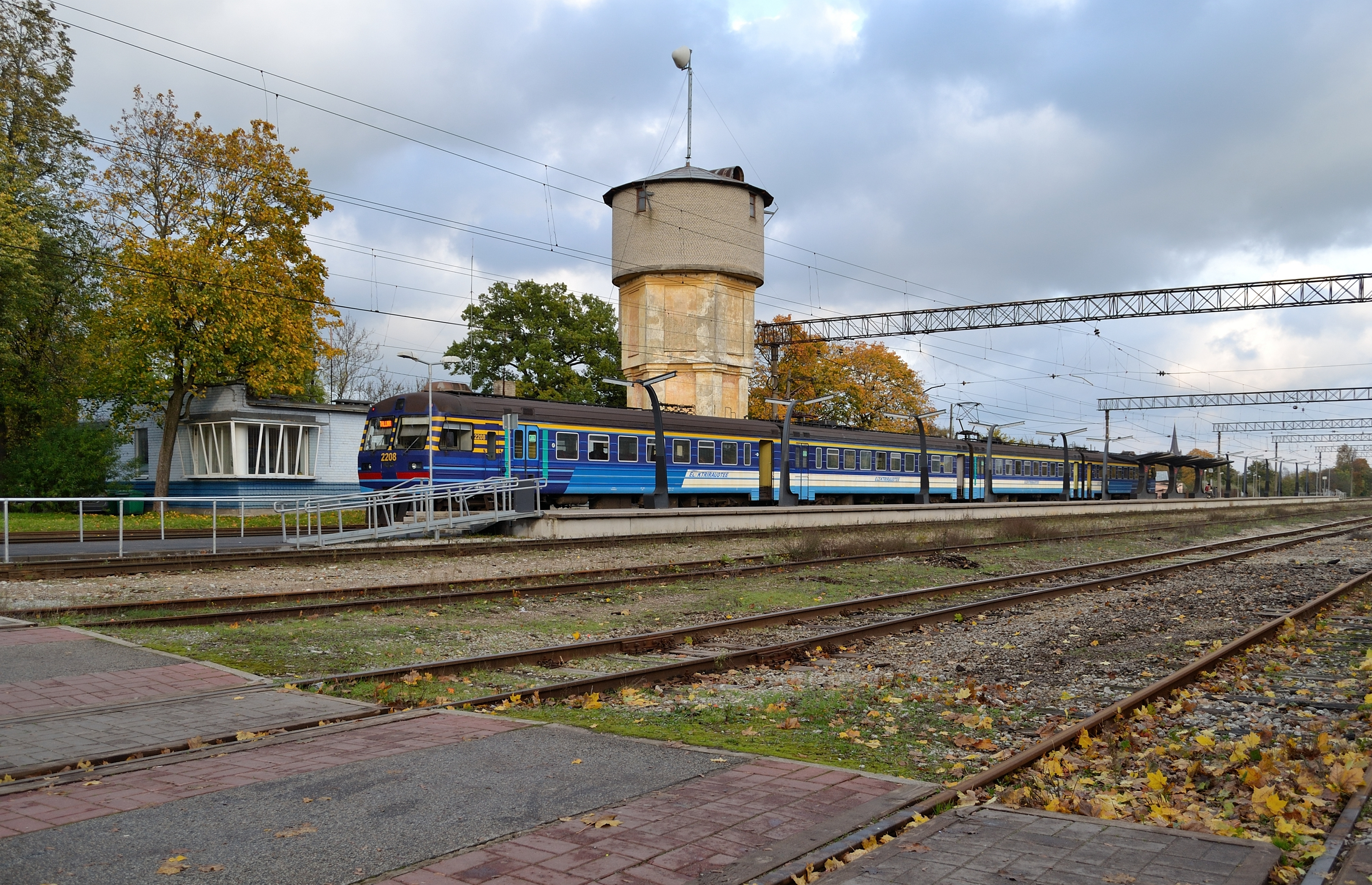
Station Keila met Russisch materieel, 2011
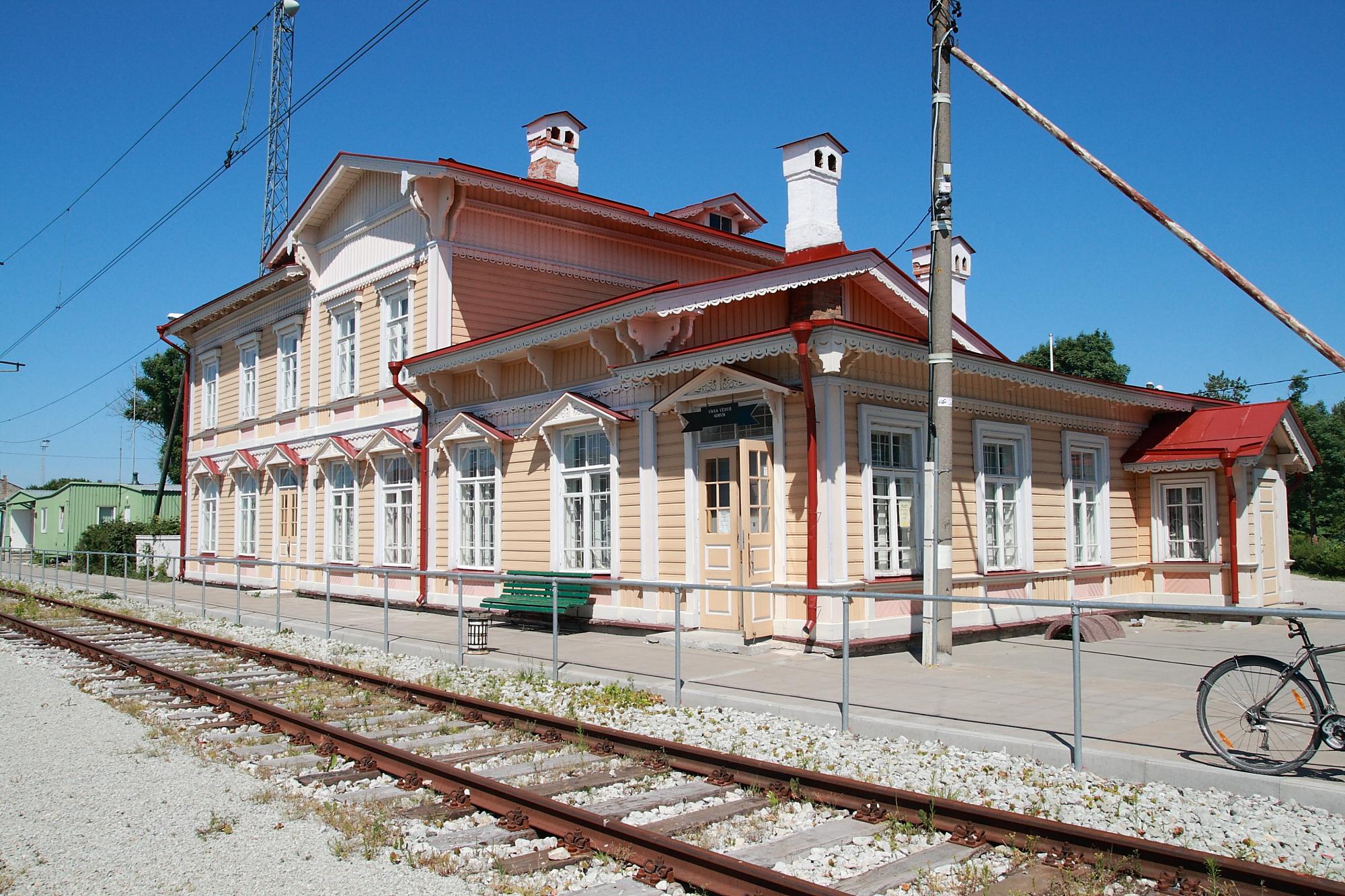
Station Paldiski

Tallinn Baltisch Station · 
Lilleküla · 
Tondi · 
Järve · 
Rahumäe · 
Nõmme · 
Hiiu · 
Kivimäe · 
Pääsküla · 
Laagri · 
Urda · 
Padula · 
Saue · 
Valingu · 
Keila · 
Niitvälja · 
Klooga · 
Klooga-Aedlinn · 
Põllküla · 
Laoküla · 
Paldiski